# Campsicnemus bryophilus
Campsicnemus bryophilus är en tvåvingeart som först beskrevs av Adachi 1954.  Campsicnemus bryophilus ingår i släktet Campsicnemus och familjen styltflugor. Inga underarter finns listade i Catalogue of Life.